# Perfect Situation
"Perfect Situation" és el tercer senzill de l'àlbum Make Believe del grup estatunidenc Weezer. Va tenir un cert èxit als Estats Units, fins i tot, va millorar la permanència dels dos senzills previs en la llista de cançons de rock modern.
El videoclip fou dirigit per Marc Webb i va comptar amb la col·laboració de l'actriu Elisha Cuthbert. En el videoclip apareix la banda fictícia Weeze amb els membres del grup excepte que Cuthbert és la cantant i Rivers Cuomo és un ajudant del grup. Els altres membres es cansen de l'actitud de la cantant, decideixen actuar sense ella i conviden a Cuomo perquè canti la cançó, creant així la nova banda Weezer. Alguns dels extres que apareixen en el videoclip són seguidors reals de la banda que van convocar mitjançant un càsting.

## Personal
- Rivers Cuomo – guitarra solista, cantant
- Patrick Wilson – percussió
- Brian Bell – guitarra rítmica
- Scott Shriner – baix
- Rick Rubin – productor